# Lutherdenkmal (Norderney)

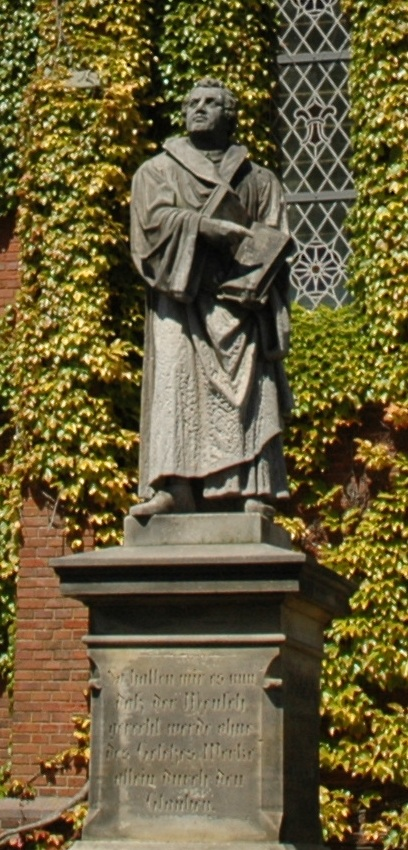
Lutherdenkmal vor der evangelischen Inselkirche Norderney

Das Lutherdenkmal ist ein Denkmal auf der ostfriesischen Insel Norderney in Niedersachsen.
Es handelt sich dabei um ein Standbild Martin Luthers auf einem Sockel. Das Denkmal wurde von dem aus Oldenburg stammenden Bildhauer und Steinmetzmeister Bernhard Högl gefertigt und an Luthers 400. Geburtstag, dem 10. November 1883, an der Kirchstraße vor dem Schiff der Inselkirche aufgestellt. Die Widmungsinschrift auf dem Sockel nennt die lutherische Inselgemeinde als Stifterin des Denkmals.
| DR. MARTIN LUTHER GEB. 10 NOV. 1483 GEST. 18 FEBR. 1546 EIN FESTE BURG IST UNSER GOTT | DES HERRN WORT BLEIBET IN EWIGKEIT 1 PETR: 1 V. 25 | GEWIDMET VON DER LUTHERISCHEN GEMEINDE NORDERNEI ZUM 10 NOV. 1883. | SO HALTEN WIR ES NUN, DAß DER MENSCH GERECHT WERDE OHNE DES GESETZES WERKE ALLEIN DURCH DEN GLAUBEN |

Das Lutherdenkmal steht wie die Kirche und der alte Friedhof unter Denkmalschutz.